# Federata e Atletikës së Kosovës
Federata e Atletikës së Kosovës (FAK) è l'organismo di governo dell'atletica leggera in Kosovo.